# Ferrisanidina
La ferrisanidina és un mineral de la classe dels silicats que pertany al grup del feldespat. Rep el nom per ser l'anàleg de la sanidina amb Fe3+ en lloc d'Al.

## Característiques
La ferrisanidina és un silicat de fórmula química K[Fe³⁺Si₃O₈]. Va ser aprovada com a espècie vàlida per l'Associació Mineralògica Internacional l'any 2019, sent publicada per primera vegada el mateix any. Cristal·litza en el sistema monoclínic.
L'exemplar que va servir per a determinar l'espècie, el que es coneix com a material tipus, es troba conservat a les col·leccions del Museu Mineralògic Fersmann, de l'Acadèmia de Ciències de Rússia, a Moscou (Rússia), amb el número de registre: 96732.

## Formació i jaciments
Va ser descoberta a la fumarola Arsenàtnaia, dins el segon con d'escòria de l'avanç nord, a la Gran erupció fissural del volcà Tolbàtxik (Krai de Kamtxatka, Rússia). També ha estat trobada a Cerro Negro, a la localitat d'Hellín, dins la província d'Albacete (Castella la Manxa, Espanya), i al districte miner de Leucite Hills, al comtat de Sweetwater (Wyoming, Estats Units). Aquests tres indrets són els únics de tot el planeta on ha estat descrita aquesta espècie mineral.